# Himno de la República Socialista Soviética de Azerbaiyán
El Himno de la República Socialista Soviética de Azerbaiyán (azerí: Azərbaycan Sovet Sosialist Respublikasının Himni) fue el himno de la RSS de Azerbaiyán, una de las repúblicas constituyentes de la Unión Soviética. fue usado de 1944 a 1992 (la letra fue modificada en 1978). Fue compuesto por Uzeyir Hajibeyov, quien también compuso el actual Himno nacional de Azerbaiyán.

## Letra

### Letra enazerí
| Alfabeto cirílico (oficial) | Jaꞑalif (obsoleto) | Alfabeto árabe (prohibido) | Transcripción AFI | Alfabeto latino moderno (desde 1992) |
| Азәрбајҹан! Чичәкләнән республика, шанлы дијар! Гадир совет елләриндә һәм азадсан, һәм бәхтијар. Октјабрдан гүввәт алыб сән говушдун сәадәтә, Алгыш олсун бу һүнәрә, алгыш олсун бу гүдрәтә! Хор: Јолумуз Ленин јолудур, партијадыр рәһбәримиз, Коммунизмин ҝүнәшилә нурланаҹаг сәһәримиз. Биз ҝедирик ҝәләҹәјә галибләрин ҹәрҝәсиндә, Јаша, јаша, Азәрбајҹан, бөјүк совет өлкәсиндә! Одлар јурду, бу ағ ҝүнләр ел ҝүҹүнүн бәһрәсидир, Гәһрәманлыг, бир дә һүнәр азад инсан һәвәсидир. Нәсилләрдән-нәсилләрә јадиҝардыр дәјанәтин, Коммунизмә биз ҝедирик, сыра мөһкәм, аддым мәтин. Хор Рәшадәтли рус халгыдыр достлуг, бирлик бајрагдары, Мүгәддәсдир, сарсылмаздыр дост елләрин бу илгары. Гардаш халглар бирлијиндән алдыг ҝүҹү, гүдрәти биз, Гој вар олсун бу иттифаг – шанлы Совет Вәтәнимиз! Хор | Azərʙajçan! Cicəklənən respuʙlika, şanlь dijar! Qadir sovet ellərində həm azadsan, həm ʙəxtijar. Oktjaʙrdan qyvvət alьʙ sən qovuşdun səadətə, Alqьş olsun bu hynərə, alqьş olsun ʙu qydrətə! Xor: Jolumuz Lenin joludur, partijadьr rəhʙərimiz, Kommunizmin gynəşilə nurlanaçaq səhərimiz. Biz gedirik gələçəjə qaliblərin çərgəsində, Jaşa, jaşa, Azərʙajçan, ʙɵjyk sovet ɵlkəsində! Odlar jurdu, ʙu aƣ gynlər el gyçynyn ʙəhrəsidir, Qəhrəmanlьq, ʙir də hynər azad insan həvəsidir. Nəsillərdən-nəsillərə jadigardьr dəjanətin, Kommunizmə ʙiz gedirik, sьra mɵhkəm, addьm mətin. Xor Rəşadətli rus xalqьdьr dostluq, ʙirlik ʙajraqdarь, Myqəddəsdir, sarsьlmazdьr dost ellərin ʙu ilqarı. Qardaş xalqlar ʙirlijindən aldьq gyçy, qydrəti ʙiz, Qoj var olsun bu ittifaq – şanlь Sovet Vətənimiz! Xor | !آذربایجان! چیچک‌لنه‌ن رئسپوبلیکا، شان‌لی دیار .قادیر سووئت ائللرین‌ده هم آزادسان، هم بختیار ،اوکتیابردان قوت آلیب سن قوووشدون سادته !آلقیش اولسون بو هونره، آلقیش اولسون بو قودرته :خور ،یولوموز لئنین یولودور، پارتییادیر رهبریمیز .کوم‌مونیزمین گونشیله نورلاناجاق سحریمیز ،بیز گئدیریک گله‌جه‌یه قالیبلرین جرگه‌سین‌ده !یاشا، یاشا، آذربایجان، بؤیوک سووئت اؤلکه‌سین‌ده ،اودلار یوردو، بو آغ گونلر ائل گوجونون بهره‌سی‌دیر .قهره‌مان‌لیق، بیر ده هونر آزاد اینسان هوه‌سی‌دیر ،نسیللردن-نسیللره یادیگاردیر دیانتین .کوم‌مونیزمه بیز گئدیریک، سیرا مؤهکه‌م، آددیم متین خور ،رشادت‌لی روس خالقی‌دیر دوستلوق، بیرلیک بایراقداری .مقدس‌دیر، سارسیلمازدیر دوست ائللرین بو ایلقاری ،قارداش خالقلار بیرلیین‌دن آلدیق گوجو، قودرتی بیز !قوی وار اولسون بو اتفاق – شان‌لی سووئت وطنیمیز خور | [ɑzæɾbɑjd͡ʒɑn ‖ t͡ʃit͡ʃæclænæn ɾespublikɑ ǀ ʃɑŋɫɯ dijɑɾ ‖] [gɑdiɾ sovet elːæɾindæ hæm ɑzɑd̥sɑn ǀ hæm bæχtijɑɾ ‖] [oktjɑbɾ̩dɑŋ gyvːæt ɑɫɯb̥ sæŋ govuʃdun sæɑdætæ ǀ] [ɑɫgɯʃ oɫsum bu hynæɾæ ǀ ɑɫgɯʃ oɫsum bu gydɾætæ ‖] [χoɾ] [joɫumuz leniɲ joɫuduɾ ǀ pɑɾtijɑdɯɾ ɾæhbæɾimiz ǀ] [komːunizmiɲ ɟynæʃilæ nuɾɫɑnɑd͡ʒɑχ ʃæhæɾimiz ‖] [bizʲ ɟediɾiç ɟælæd͡ʒæjæ gɑliblæɾin d͡ʒæɾɟæsindæ ǀ] [jɑʃɑ jɑʃɑ ǀ ɑzæɾbɑjd͡ʒɑn ǀ bœjyç sovet œʎcæsindæ ‖] [odɫɑɾ juɾdu ǀ bu ɑʝ ɟynlæɾ eʎ ɟyd͡ʒynym bæhɾæsidiɾ ǀ] [gæhɾæmɑŋɫɯχ ǀ biɾ dæ hynæɾ ɑzɑd insɑn hævæsidiɾ ǁ] [næsilːæɾdæn næsilːæɾæ jɑdigɑɾdɯɾ dæjɑnætin ǀ] [komːunizmæ bizʲ ɟediɾiç ǀ sɯɾɑ mœhcæm ǀ ɑdːɯm mætin ‖] [χoɾ] [ɾæʃɑdætli ɾus χɑɫgɯdɯɾ dostɫuχ ǀ biɾliç bɑjɾɑgdɑɾɯ ǀ] [mygædːæsdiɾ ǀ sɑɾsɯɫmɑzdɯɾ dost elːæɾim bu iɫgɑɾɯ ‖] [gɑɾdɑʃ χɑɫgɫɑɾ biɾlijindæn ɑɫdɯχ ɟyd͡ʒy ǀ gydɾæti biz ǀ] [goj vɑɾ oɫsum bu itːifɑχ ǀ ʃɑŋɫɯ sovet vætænimiz ‖] [χoɾ] | Azərbaycan! Çiçəklənən respublika, şanlı diyar! Qadir sovet ellərində həm azadsan, həm bəxtiyar. Oktyabrdan qüvvət alıb sən qovuşdun səadətə, Alqış olsun bu hünərə, alqış olsun bu qüdrətə! Xor: Yolumuz Lenin yoludur, partiyadır rəhbərimiz, Kommunizmin günəşilə nurlanacaq səhərimiz. Biz gedirik gələcəyə qaliblərin cərgəsində, Yaşa, yaşa, Azərbaycan, böyük sovet ölkəsində! Odlar yurdu, bu ağ günlər el gücünün bəhrəsidir, Qəhrəmanlıq, bir də hünər azad insan həvəsidir. Nəsillərdən-nəsillərə yadigardır dəyanətin, Kommunizmə biz gedirik, sıra möhkəm, addım mətin. Xor Rəşadətli rus xalqıdır dostluq, birlik bayraqdarı, Müqəddəsdir, sarsılmazdır dost ellərin bu ilqarı. Qardaş xalqlar birliyindən aldıq gücü, qüdrəti biz, Qoy var olsun bu ittifaq – şanlı Sovet Vətənimiz! Xor |

### Traducción al español
Azerbaiyán, la gloria, las flores de la República.
Es capaz de liberar a la Unión Soviética y en las provincias, pero feliz.
Octubre ha sido el qovusdun fuerza que la felicidad,
¡Alabado sea el hunərə, ¡Alabado sea el poder!
Nuestro camino es el camino de Lenin, el líder del partido,
Nurlanacaq gunəsilə ciudad del comunismo.
Somos uno de los ganadores del futuro.
La edad, la edad, la tierra soviética genial!
Manual de incendios yurdul de la potencia de la fruta blanco del día,
Qahrəmanlıq, la audacia del deseo humano de libertad.
Nasillərdən generación de memoria dəyanətin,
Vamos hacia el comunismo, algunos pasos fuertes y constantes.
Nuestro camino es el camino de Lenin, el líder del partido,
Nurlanacaq gunəsilə ciudad del comunismo.
Somos uno de los ganadores del futuro,
La edad, la edad, la tierra soviética genial!
Valiant pueblo ruso ambiente, la bandera de la Unión.
Sarsılmasdır feliz, amable ilqarı las provincias.
Unión de pueblos hermanos tienen la fuerza, el poder,
Vamos a conseguir esta unión, la gloriosa Madre Patria Soviética!
Nuestro camino es el camino de Lenin, el líder del partido,
Nurlanacaq gunəsilə ciudad del comunismo.
Somos uno de los ganadores del futuro,
La edad, la edad, la tierra soviética genial!